# Gombástelep
Gombástelep (ukránul: Запереділля [Zaperegyila]) falu Ukrajnában, Kárpátalján, a Huszti járásban.

## Fekvése
Ökörmezőtől délre fekvő település.

## Nevének eredete
A Zaperegyila helységnév ruszin hegynévi eredetű (1864: Peregyil). A név jelentése ’a Peregyilen túl lévő falu, terület’ (ІМСУ. 339). A hegynév a ruszin-ukrán переділ ’két völgyet egymástól elválasztó hegy’ főnév. A magyar Gombástelep elnevezés a szláv névvel nincs kapcsolatban, 1904-ben keletkezett hivatalos úton (Lelkes 67).

## Története
Nevét 1851-ben Fényes Elek Geográpfiai szótárában Peregyila néven említette, majd 1864-ben Pesty Frigyes már Záperegyila néven írta le. Későbbi névváltozatai: 1877-ben és 1882-ben Zaperegyila (hnt.), 1892-ben Záperegyil, 1898-ban Záperegyil (hnt.), 1907-ben és 1913-ban Gombástelep, 1925-ben Zaperedjil, 1930-ban Zapredil (ComMarmUg. 157), 1944-ben Gombástelep, Запередeль, 1983-ban Запереділля, Запередeльe (Zo).
Pesty Frigyes az 1800-as években írta a településről:
telepitvény miután azon telepitvény melly egy Szük völgybe a Nagy ág mentében egy hegy választja el a
községtül innen (:Peregyilét:) neveztetik igy.
A falu mai nevét az 1904-es helységrendezéskor kapta. Ökörmező külterületi lakott helye volt, közigazgatásilag ma is hozzá tartozik.